# Nassau (Minnesota)
Nassau – miasto w Stanach Zjednoczonych, w stanie Minnesota, w hrabstwie Lac qui Parle.